# Wasilla
Wasilla je jezero nalézající se na severovýchodním okraji města Wasilla na Aljašce. Leží na potoce Cottonwood a voda do něj přitéká ze severovýchodu z jezera Upper Wasilla. Má obdélný charakter orientovaný právě na severovýchod. V jeho okolí se nachází zástavba, nákupní centrum. Samotné jezero je využíváno jako letiště. Zabírá plochu 151 hektarů. Současný název nese zhruba od roku 1917.